# جنگ فضایی
جنگ فضایی جنگی است که در فضای بیرونی (خارج از جو یا اتمسفر کره زمین) صورت می‌گیرد و معمولاً در آن از موشک‌های زمین به هوا یا هوا به هوا، برای از بین بردن ماهواره‌ها استفاده می‌شود.
در جنگ‌های فضایی ماهواره‌های جاسوسی و نظامی و نظارتی، از بین می‌روند. این اصطلاح برای حملات یا سوانحی که از خارج از جو به سطح زمین، به وجود می‌آیند استفاده نمی‌شود.

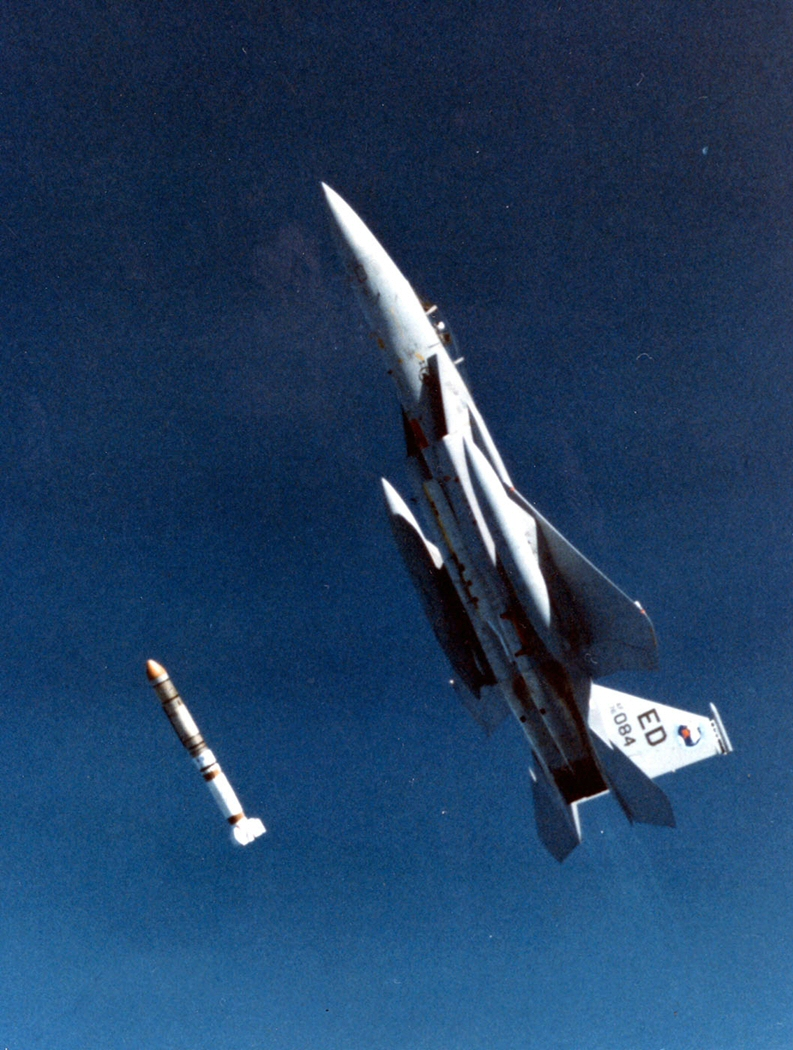
جنگنده اف ۱۵ ایالات متحده در حال پرتاب موشک ای اس ام ۱۳۵ ای ست به یک ماهواره در سال ۱۹۸۵ (پرتاب آزمایشی است)

ایالات متحده سازمانی به نام فرماندهی فضایی برای مقابله با این گونه حملات و انجام عملیات‌های فضایی داشت که در سال ۲۰۰۲ با سازمان فرماندهی راهبردی ایالات متحده ادغام شد.
هنوز یک قرارداد بین‌المللی که از نظامی‌شدن فضا جلوگیری کند، وجود ندارد. اگرچه در سال ۱۹۶۷ «پیمان فضایی ماورای جو» (Outer Space Treaty) از سوی سازمان ملل به تصویب رسید، اما این پیمان تنها استقرار سلاح‌های کشتار جمعی در فضا را ممنوع اعلام کرده‌است. هر اقدام دیگری به جز این، آزاد و بدون منع قانونی است.

## فناوری جنگ‌افزارهای ضد ماهواره
آزمایش و کار بر روی جنگ‌افزارهای ضد ماهواره قدمتی طولانی دارد. این جنگ‌افزارها برای از کار انداختن یا نابود کردن ماهواره‌ها برای مقاصد استراتژیک نظامی به کار می‌روند. برای از کار انداختن ماهواره‌های دشمن دو راه وجود دارند؛ گزینه نخست حملات هکری است که از روی زمین انجام می‌شوند. یک نمونه از این حملات، در ماه مارس ۲۰۱۰ رخ داد که در جریان آن ایران ماهواره‌های ارتباطی اروپا را از کار انداخت. به تازگی نیز هکرهای چینی حمله مشابهی را علیه ماهواره‌های هواشناسی آمریکایی با موفقیت به انجام رساندند. گزینه دوم پرتاب ماهواره‌هایی به فضاست که می‌توانند کاوشگران فضایی کشورهای دشمن را شکار کنند.
اتحاد جماهیر شوروی در سال ۱۹۶۱ پژوهش‌ها و آزمایش‌های خود را روی پروژه‌ای به نام Istrebitel Sputnik آغاز کرد. «ماهواره جنگی» که دانشمندان روسی در قالب این پروژه سرگرم کار روی آن بودند، می‌بایست به هدف خود در مدار زمین نزدیک شده و سپس به صورت ابری از گلوله منفجر شود. اما در این میان، فناوری زیرکانه دیگری ابداع شده که می‌تواند این هدف را تمیزتر و بدون ایجاد هزاران قطعه زباله فضایی به اجرا درآورد؛ ساخت ماهواره‌ای با یک بازوی ویژه که می‌تواند ماهواره دیگری در مدار زمین را گرفته، آن را تعمیر کرده یا با به دست گرفتن کنترل آن، ماهواره را ساقط کند. گمان قوی وجود دارد که چین به فناوری ساخت چنین ماهواره‌ای دست یافته‌است. آمریکا اواخر دهه ۱۹۵۰ دست به کار ساخت و آزمایش موشک‌هایی زد که قادر به هدف‌گیری کاوشگران فضایی بودند. البته این کار چندان ساده نیست: ماهواره‌ها در ارتفاع ۲۰۰ تا ۲ هزار کیلومتری زمین با سرعت ۲۵ هزار تا ۳۰ هزار کیلومتر در ساعت در حرکت هستند و عملاً به دلیل آنکه نقطه‌ای بیش نیستند، هدف‌گیری آنان دشوار است. با این همه یک جت جنگی ایالات متحده در سال ۱۹۸۵ موفق شد یک ماهواره تحقیقاتی را با استفاده از یک موشک ویژه هدف قرار دهد. در ژانویه سال ۲۰۰۷ نیز چین موفق به انجام چنین کاری شد. البته این اقدام چین پیامدهای خطرناکی را نیز به همراه داشت و موجب شد تا هزاران تکه زباله فضایی وارد مدار زمین شوند.
کارشناسان امنیتی با نگرانی به این فناوری‌ها می‌نگرند، زیرا بر خلاف دهه ۶۰ میلادی، هم اینک بخش‌های گسترده‌ای از زندگی همگانی و اقتصاد جهانی به ماهواره‌هایی که در فضا مستقر شده‌اند، وابسته است. افزایش میزان زباله‌های فضایی به قدر کافی تهدیدکننده این ماهواره‌ها هستند.